# Amblygobius stethophthalmus
Amblygobius stethophthalmus là một loài cá biển thuộc chi Amblygobius trong họ Cá bống trắng. Loài này được mô tả lần đầu tiên vào năm 1851.

## Từ nguyên
Từ định danh stethophthalmus được ghép bởi hai âm tiết trong tiếng Hy Lạp cổ đại: stêthos (στῆθος; "ngực") và ophthalmós (ὀφθαλμός; "mắt"), không rõ hàm ý đề cập đến điều gì.

## Phân bố và môi trường sống
A. stethophthalmus có phân bố giới hạn trong khu vực Đông Nam Á, từ Myanmar và Thái Lan băng qua Việt Nam đến Malaysia, Singapore, Indonesia và Philippines.
A. stethophthalmus trước đây được cho là đồng nghĩa của Amblygobius bynoensis, một loài có phạm vi giới hạn ở bờ biển Úc và biển San Hô.
A. stethophthalmus sống trên nền phù sa ở vùng nước rừng ngập mặn, hay thảm cỏ biển và rạn san hô, được tìm thấy ở độ sâu đến ít nhất là 6 m.

## Mô tả
Chiều dài cơ thể lớn nhất được ghi nhận ở A. stethophthalmus là 8,5 cm. Cá có dải sọc nâu viền trắng dọc chiều dài thân, từ mõm băng qua mắt đến vây lưng trước, một sọc tương tự từ má đến gốc vây ngực. Đầu có nhiều chấm màu sẫm trên mõm. Có các vạch nâu trên lưng. Gốc vây đuôi trên có đốm đen. Vây đuôi bo tròn. Vây lưng trước và sau có chiều cao bằng nhau. Vảy bao phủ phần trên của nắp mang, không có vảy ở má.
Số gai ở vây lưng: 6–7; Số tia ở vây lưng: 15–16; Số gai ở vây hậu môn: 1; Số tia ở vây hậu môn: 14–15.

## Sinh thái
A. stethophthalmus sống đơn độc hoặc theo cặp.

## Thương mại
A. stethophthalmus là một thành phần của hoạt động buôn bán cá cảnh.